# John Proctor
 (avril 2017).
Si vous disposez d'ouvrages ou d'articles de référence ou si vous connaissez des sites web de qualité traitant du thème abordé ici, merci de compléter l'article en donnant les références utiles à sa vérifiabilité et en les liant à la section « Notes et références ».
John Proctor (30 mars 1632 – 19 août 1692) était un fermier et un restaurateur dans le Massachusetts.  Durant le procès des sorcières de Salem il a été accusé de sorcellerie, jugé et pendu.

## Biographie
John Proctor est né à Assington dans le Suffolk en Angleterre.  Son père s'appelait également John Proctor (1595–1672) et sa mère Martha Harper (1607–1659). John le père, Martha la mère, le jeune John et la petite sœur Mary partirent de Londres le 12 avril 1635 à bord du Susan and Ellen pour rejoindre la colonie de la baie du Massachusetts. Après un voyage d'un peu plus de deux mois, les Proctor s'installèrent à Ipswich, dans le comté d'Essex, une colonie qui avait été créée en 1633. Six autres enfants sont nés ensuite.
À l'âge de 25 ans, en 1657, John épouse Martha Giddons, et ils ont ensemble quatre enfants. John, Martha, Mary et Benjamin, mais seul Benjamin ne meurt pas pendant son enfance. Lorsque Martha meurt en 1665, John épouse Elizabeth Thorndike et ils ont sept enfants.

## Au théâtre
Arthur Miller a fait de John Proctor un personnage central de sa pièce de théâtre Les Sorcières de Salem (version originale : The Crucible).
D'après la pièce de théâtre de Miller, parmi les actes reprochés à John Proctor au cours de son accusation figure le fait qu'il laboure le dimanche, rompant en cela le repos dominical et n'assistant pas à l'office.
Dans la pièce de théâtre, John Proctor a environ 35 ans et Abigail Williams 17 au moment du procès. Ils ont eu une liaison par le passé, à laquelle Proctor a mis fin. Abigail accuse Elisabeth en premier lieu, voulant se débarrasser d'elle afin d'épouser John. Dans la réalité, John est un homme de 60 ans et Abigail une petite fille de 11 ans. Ils ne se connaissent vraisemblablement pas avant le début du procès. John est dénoncé par Mercy Lewis.

## Source
- (en) Cet article est partiellement ou en totalité issu de l’article de Wikipédia en anglais intitulé « John Proctor » (voir la liste des auteurs).